# Tina Bachmann
Tina Bachmann (Schmiedeberg, 15 luglio 1986) è una biatleta tedesca.

## Biografia
In Coppa del Mondo ha esordito il 21 marzo 2009 a Trondheim (27ª) e ha ottenuto la prima vittoria, nonché primo podio, il 27 marzo successivo a Chanty-Mansijsk.
In carriera ha preso parte a due edizioni dei Campionati mondiali, vincendo due medaglie.
Nel 2011 ha preso parte anche a una prova valida per la Coppa del Mondo di sci di fondo di quella stagione, la 2,5 km a tecnica libera di Oberhof del Tour de Ski (42ª).

## Palmarès

### Mondiali
- 2 medaglie:
  - 2 ori (staffetta[1] a Chanty-Mansijsk 2011; staffetta[1] a Ruhpolding 2012)
  - 1 argento (individuale[1] a Chanty-Mansijsk 2011)

### Coppa del Mondo
- Miglior piazzamento in classifica generale: 14ª nel 2012
- 3 podi (1 individuale, 2 a squadre), oltre a quelli conquistati in sede iridata e validi anche ai fini della Coppa del Mondo:
  - 1 vittoria (individuale)
  - 1 secondo posto (a squadre)
  - 1 terzo posto (a squadre)

#### Coppa del Mondo - vittorie
| Data          | Località        | Nazione | Specialità |
| ------------- | --------------- | ------- | ---------- |
| 27 marzo 2009 | Chanty-Mansijsk | Russia  | SP         |

Legenda:

SP = sprint